# Henry Francis Bryan

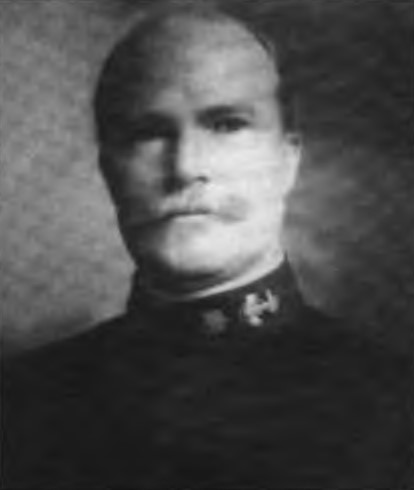
Henry Francis Bryan

Henry Francis Bryan (* 3. Mai 1865 in Cincinnati, Ohio; † 19. März 1944 in Meriden, Connecticut) war ein US-amerikanischer Marineoffizier. Zwischen 1925 und 1927 war er Militärgouverneur von Amerikanisch-Samoa.

## Werdegang
Im Jahr 1887 absolvierte Henry Bryan die United States Naval Academy in Annapolis (Maryland). Anschließend diente er auf verschiedenen Kriegsschiffen als Offizier in der United States Navy, darunter die USS Newark. Er nahm auch am Spanisch-Amerikanischen Krieg von 1898 teil. Im Jahr 1921 war er Kommandeur der Special Service Squadron, die damals vor allem in Panama und Costa Rica amerikanische Interessen beschützte. Zwischenzeitlich war er auch im Marinegeheimdienst tätig. Bei seinem Ausscheiden aus dem Militärdienst hatte er es bis zum Konteradmiral gebracht.
Im Jahr 1925 wurde er reaktiviert und zum Gouverneur von Amerikanisch-Samoa ernannt. Dieses Amt bekleidete er als Nachfolger von Edward Stanley Kellogg zwischen dem 17. März 1925 und dem 9. September 1927. In dieser Zeit rief er das Kommunikationsministerium (Department of Communication) ins Leben. Henry Bryan starb am 19. März 1944 in Meriden.